# Federación Comunista Catalano-Balear
La Federación Comunista Catalano-Balear –en catalán: Federació Comunista Catalano-Balear– (FCCB o FCC-B) fue una organización política española de ideología marxista-leninista que originalmente tenía implantación territorial en Cataluña y las Islas Baleares. Fue dirigida por Joaquín Maurín y desarrolló su actuación fundamentalmente durante la Dictadura de Primo de Rivera. Se organizó en el otoño de 1924 a partir de los Comités Sindicalistas Revolucionarios que actuaban dentro de la Confederación Nacional del Trabajo (CNT) y publicaban la revista La Batalla para integrarse en el Partido Comunista de España (PCE) constituyendo una sección territorial de este. Su presencia en el PCE estuvo marcada por las frecuentes discrepancias con la dirección del partido hasta su definitiva expulsión en 1930.
Posteriormente siguió funcionando durante unos meses como partido político independiente hasta que en 1931 se fusionó con el Partit Comunista Català (PCCà) para formar el nuevo partido Bloque Obrero y Campesino (BOC). Todavía existió hasta agosto de 1932 dentro del BOC, aunque no como sección territorial, sino como organización que englobaba a su élite dirigente.

## Antecedentes

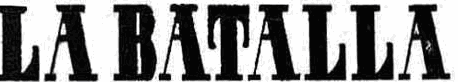
El grupo de Maurín se organizó en torno al periódico La Batalla.

Aunque en un primer momento la Revolución rusa suscitó simpatías en la Confederación Nacional del Trabajo (CNT), para mediados de 1922 la corriente afín había quedado claramente en minoría. En tal situación, el 21 de diciembre de 1922 los denominados «sovietistas» —encabezados por Joaquín Maurín— comenzaron a editar en Barcelona La Batalla como herramienta de propaganda de sus ideas. El 24 de diciembre crearon los Comités Sindicalistas Revolucionarios (CSR) para contrarrestar la influencia anarquista dentro de la CNT y conseguir su reingreso en la Internacional Comunista.
El grupo fue consolidándose y aproximándose al Partido Comunista de España. Maurín criticó el terrorismo y el romanticismo del anarquismo. Aunque el grupo todavía no formaba parte del partido, influyó en su II Congreso celebrado el 8 de julio de 1923 y, aun antes de su integración en el PCE, ya se alineaba con el sector opuesto a la dirección. En julio, Maurín y otros compañeros asistieron en Moscú al congreso de la Internacional Sindical Roja. Con la llegada de la dictadura de Primo de Rivera la CNT fue disuelta y los CSR se encontraron sin el medio en el que actuar. Sin embargo, el Directorio militar intentó contemporizar con el PCE durante 1923 antes de ilegalizarlo definitivamente.

## Incorporación al PCE
A raíz del V Congreso de la Internacional Comunista celebrado en verano de 1924, el grupo de La Batalla se incorporó al PCE como Federación Comunista Catalano-Balear. El PCE era entonces un partido de muy reducido tamaño con solo unos treinta militantes en Cataluña, y los recién llegados le proporcionaron una mayor implantación en la región. Para entonces, La Batalla había conseguido triplicar su tirada y la nueva federación tenía unos cien militantes. El PCE, no obstante, operaba ya con muchas dificultades en la clandestinidad, ya que sus dirigentes eran constantemente detenidos por las autoridades de la Dictadura. Las federaciones catalana y vizcaína eran muy críticas con la dirección, así que aprovecharon el hecho de que una sugerencia de la Internacional Comunista de organizar una campaña contra la Guerra de Marruecos había sido rechazada por el Comité Central. Aunque tampoco ellos estaban a favor de la campaña, le prestaron su apoyo para hacer caer a la dirección del PCE. En noviembre de 1924, el comité ejecutivo del PCE dimitió y fue sustituido por un triunvirato compuesto por representantes de las tres federaciones más importantes: Maurín (Cataluña), Martín Sastre (Vizcaya) y González Canet (Levante). La dirección del partido se asentó en Barcelona. Sin embargo, Maurín y la plana mayor de los antiguos CSR fueron detenidos en Barcelona en enero de 1925. Maurín permanecería en prisión desde enero de 1925 hasta finales de 1927.

### Primeras tensiones

Las difíciles relaciones con la dirección finalizaron con la expulsión de la FCCB del PCE.

El vacío creado propició la ascensión a la jefatura del partido de José Bullejos, lo que marcó el inicio de una época caracterizada por la rigidez, el sectarismo y las expulsiones en el PCE coincidiendo con el inicio del período estalinista en el movimiento comunista internacional. En pocos meses el enfrentamiento había surgido y en noviembre de 1926 Bullejos propuso la expulsión de Maurín. La Comintern se opuso a la medida y condenó la actitud de Bullejos, pero no le destituyó. Las diferencias entre el PCE y la Tercera Internacional se volvieron a poner de manifiesto con motivo de la puesta en marcha por Primo de Rivera de una Asamblea Nacional Consultiva. La Internacional defendió la participación del partido en ella. En esta ocasión todo el partido en bloque se opuso a la medida por considerarla ajena a la realidad española y no se llevó a la práctica.
En septiembre de 1927, la dirección preparó de nuevo la expulsión de Maurín acusándole de mantener contactos con Boris Souvarine, cuñado del aragonés que había sido expulsado del PCF en 1924. Cuando Maurín salió de prisión a finales de 1927, Trilla en nombre de la dirección volvió a pedir su expulsión basándose en las contradictorias acusaciones de «actividad fraccional, relaciones con la policía y salida de España sin autorización del Comité Central del PCE». Nuevamente la Comintern se negó a adoptar tal medida y censuró a la dirección, pero sin expulsarla ni cesarla. Este nuevo incidente hizo que el enfrentamiento entre los sectores encabezados por Bullejos y Maurín fuera ya irreversible. Por esta época, Maurín abandonó España y se estableció en París. La Internacional seguía considerando a Maurín como un elemento valioso, como lo demuestra el hecho de que publicara su resolución exculpatoria, que le encomendase un informe sobre España para la ISR y que fuera corresponsal de Izvestia.
Pese a su exilio, Maurín continuó muy activo en la vida política catalana. En abril de 1928 publicó un artículo en el nuevo semanario republicano y catalanista L'Opinió relativo a las causas por las que el socialismo no arraigaba en Cataluña y acerca de la fuerza del anarcosindicalismo. El texto abrió una larga polémica en la publicación que se mantuvo hasta diciembre de ese mismo año, y en la que, tras una réplica de Ángel Pestaña, intervinieron también Jaume Aiguader, Andreu Nin y Jordi Arquer. A finales de año, y contestando a una encuesta de ese mismo periódico, Maurín se pronunció a favor de la proclamación de la República, a la que consideraba como el marco de una revolución burguesa previa a la revolución proletaria. También se pronunció a favor de la separación Iglesia-Estado y de una educación con «contenido de clase».  Durante todo este tiempo, Nin, que residía en la URSS, se mantuvo en permanente contacto con la FCCB a través de correspondencia y de la prensa. En cuanto a las alianzas con otras fuerzas en contra de la Dictadura, en junio la FCCB se unió con la CNT, la Unión Socialista de Cataluña y otros grupos republicanos y nacionalistas en la formación de un comité revolucionario de Cataluña.
Entre julio y septiembre de 1928 se celebró el VI Congreso de la Internacional Comunista. Durante el mismo, Stalin se deshizo de Bujarin y señaló a los socialdemócratas como los principales enemigos. Esta táctica conduciría a situaciones paradójicas, como el ataque del Partido Comunista de Alemania contra el Partido Socialdemócrata en beneficio del Partido Nacionalsocialista. A diferencia de la mayoría de los comunistas, Maurín y la FCCB se cuestionaron las nuevas consignas consistentes en combatir a los socialistas como «social-imperialistas» y que provocaron una generalizada pérdida de votos en casi todos los partidos comunistas occidentales. En Cataluña, un sector liderado por Jordi Arquer e igualmente opuesto a la línea impuesta por la Comintern y aceptada por el PCE creó el Partit Comunista Català con el objetivo de defender a la URSS pero sin obedecer necesariamente sus consignas. Arquer propuso a Maurín sumar fuerzas, pero este rechazó la oferta porque no quería debilitar más al movimiento comunista español.
El 29 de agosto de 1929 se celebró en París el III Congreso del PCE. La mala fortuna persiguió a la FCCB, pues la mayoría de sus delegados fueron detenidos en la frontera y no pudieron asistir. Además, la dirección impidió la participación de Maurín alegando que en ese momento debía ser militante del Partido Comunista Francés. Por el mismo motivo se rechazó la participación de Pere Bonet, pese a que, como Maurín, residía en París siguiendo directrices de la Comintern. Pese a todo, la Federación Catalano-Balear defendió su postura a favor de una república federal democrática, que fue rechazada por «derechista». El Congreso aprobó defender la implantación de una «dictadura democrática de los obreros y los campesinos». Maurín consideraba que este planteamiento era por completo ajeno a las características del movimiento obrero español y que una dictadura no podía ser sustituida por otra, sino por la democracia.

### La ruptura
La Federación solicitó la celebración de un nuevo congreso, pero lo que hizo el PCE fue reunir en marzo de 1930 una conferencia nacional —la llamada «Conferencia de Pamplona», aunque realmente tuvo lugar en Bilbao— que ratificó las decisiones tomadas y decidió la creación de una nueva central sindical al margen de la CNT denominada «Comité Nacional de Reconstrucción de la CNT». La decisión, que implicaba abandonar la tradicional militancia en CNT del grupo maurinista y dividir más el movimiento sindical, fue rechazada también por otros sectores. Hilari Arlandis consiguió atraer a un sector de la federación levantina, y también la madrileña mostró rechazo a la nueva táctica. La FCCB y la agrupación madrileña dirigida por Luis Portela publicaron en septiembre en La Batalla un duro manifiesto contra Bullejos en el que criticaban su línea sindical, le reprochaban su falta de visión ante la caída de la Dictadura, denunciaban la falta de democracia interna, rechazaban las acusaciones de trotskismo e intentaban atraer el apoyo de la Comintern. Entre otras cosas decían lo siguiente:

El Partido, durante seis años, ha sido aterrorizado por la fracción dirigente. Los comités que no aceptaban las órdenes mecánicas de la dirección eran destituidos y reemplazados por otros, que, a su vez, eran ejecutados también. Un número enorme de camaradas ha sido expulsado. Otros, valiosísimos, han sido postergados. El Partido Comunista hacía la selección al revés.

Cuando Maurín volvió a España, la dirección del PCE dijo que debía solicitar el reingreso en el partido porque era militante del PCF. Para ello debía pronunciarse públicamente contra el trotskismo y hacer una declaración de apoyo a las tesis de la IC. Tras polemizar a través de La Batalla, Maurín intentó un último contacto con Bullejos, quien añadió la exigencia de que hiciera una autocrítica pública de sus errores. El aragonés se negó y se reafirmó en sus tesis, por lo que la dirección del PCE le expulsó del partido en julio. Puesto que la FCCB se solidarizó con su líder, fue también expulsada en agosto. Los argumentos de la dirección estaban en línea con la actitud que Bullejos y los suyos venían manteniendo:

Como quiera que todos estos elementos trotskistas, vacilantes y derechistas están interesados en que nuestro Partido se hunda, ayudan celosamente a la reacción capitalista en su lucha para destruirnos. Es indudable que la labor fraccional, de oposición a la línea política y a la dirección de nuestro Partido beneficia a la burguesía y facilita su tarea de persecución de nuestro Partido. De ahí que nuestro Partido se vea en la necesidad de tratar a todos los que se enfrentan con la línea de la Internacional y trabajan para dividirnos como a auténticos agentes de la burguesía, como a nuestros peores enemigos, como a contrarrevolucionarios y traidores a la clase obrera.

Los expulsados apelaron a la Internacional Comunista, que optó por apoyar a la dirección y confirmar la expulsión bajo las acusaciones de «liberalismo» y «menchevismo». El PCE quedó así con una minúscula organización en Cataluña.

### Diferencias PCE-FCCB
Las diferencias ideológicas fueron importantes y constantes entre la FCCB y la mayoría del resto del PCE. Los diferentes orígenes del PCE —procedente del Partido Socialista Obrero Español (PSOE)— y de la FCCB —procedente de la CNT— dificultaban el entendimiento, lo que se manifestaba en varios aspectos:
- En primer lugar, la FCCB criticaba al PCE por su «burocratismo» y por no haber sabido aprovechar tanto la casi desaparición del anarcosindicalismo como el «desprestigio» del PSOE por su colaboración con la Dictadura.[51]
- En el plano sindical, la FCCB seguía siendo partidaria de infiltrarse en la CNT para cambiar su orientación anarcosindicalista, ya que seguían considerándola como la única organización revolucionaria.[20]
- En cuanto a las alianzas, mientras la dirección del PCE afirmaba que el proletariado debía tomar la iniciativa porque la burguesía había perdido capacidad revolucionaria, la FCCB creía que seguía siendo posible pactar con la pequeña burguesía para acabar con la monarquía e instaurar una república democrática y federal.[42]
- Por último, la FCCB defendía unas tesis sobre autodeterminación muy cercanas a las de Lenin que no eran compartidas por la dirección del PCE[52] y en 1930 estableció una aproximación con el Partit Comunista Català que fue mal vista desde Madrid.[53]

## La FCCB como partido independiente

La FCCB surgió de la CNT y siguió considerándola su sindicato natural.

La FCCB siguió en solitario con las tesis que había venido defendiendo. Puesto que, según Maurín el auge del fascismo requería formar un frente unido, el partido estrechó lazos con los anarcosindicalistas y con los republicanos de izquierda. La Federación se integró en el Comité Revolucionario de Cataluña, formado el 16 de octubre de 1930, y participó en campañas en favor de una amnistía. No obstante, las relaciones entre comunistas y republicanos no fueron cómodas, como demostró la violenta reacción de la FCCB contra un manifiesto del Comité difundido en diciembre en el que se llamaba a apoyar al Ejército y a un tránsito pacífico a la república. Detenido una vez más, Maurín coincidió en prisión con Jordi Arquer, dirigente del Partit Comunista Català (PCCà) y aproximaron posiciones. Comenzaron a tratar la posibilidad de integrarse en un nuevo partido regido por los principios de la Tercera Internacional.
En 1930 regresó a España Andreu Nin, quien durante su estancia en la Unión Soviética se había adherido a la corriente de León Trotski denominada Oposición de izquierda. Carente de seguidores de esta tendencia en España, Nin mantuvo la relación con la FCCB aun sin militar en ella.
Una característica que diferenciaba a la FCCB de otros grupos comunistas de la época como el PCE era su nacionalismo, que provenía de los principios que inspiraron la URSS y que defendió Lenin: derecho de autodeterminación, unión voluntaria con los demás pueblos peninsulares para constituir la Unión de Repúblicas Socialistas de Iberia y derecho de separación.
La Sublevación de Jaca de diciembre de 1930 desencadenó una nueva oleada de detenciones que afectó a numerosos militantes de la FCCB. El Comité Revolucionario respondió con la convocatoria de una huelga general que fue apoyada por la Federación. A finales de noviembre de 1930, Joan Vila y Galileu Molins inscribieron en el Registro de Asociaciones del Gobierno Civil de Barcelona al Partit Obrer i Camperol (Partido Obrero y Campesino).

### El Congreso de unificación
El 1 de marzo de 1931 la FCCB celebra al fin su primer congreso, en el que decide unirse al PCCà. Se decidió que se mantendría el tradicional nombre de la FCCB debido a que el del Partit Comunista Català inducía a confusión con el del PCE. Igualmente se resolvió que La Batalla siguiera siendo el órgano de expresión por razones históricas. Ambas formaciones habían lanzado también las revistas La Nueva Era y L'Hora. Pese a que estas decisiones parezcan indicar un predominio de la Federación, lo cierto es que el nuevo partido contaba con unos 700 militantes, de los que más de 400 procedían del PCCà. También se unió al nuevo partido Portela con una minoría de miembros de la Agrupación Comunista de Madrid.
El PCCà exigió la formación de una organización de simpatizantes. Por ello, se acordó crear como organización paralela el Bloque Obrero y Campesino (BOC). Su nombre y concepción respondía a un viejo proyecto de la IC, aunque la FCCB introdujo algunas variaciones. El BOC debía operar como una organización periférica amplia que permitiese atraer «a todos los trabajadores de la ciudad y del campo que aun no siendo comunistas, aceptan, sin embargo, las consignas formuladas por los comunistas». Se intentaba crear una estructura adecuada a la realidad social propia, particularmente para llegar a los campesinos explotados que difícilmente podrían unirse al partido.
Dentro del clima revolucionario que vivía España, la FCCB decidió plantear una serie de reivindicaciones que un gobierno «burgués» fuera incapaz de llevar a cabo para demostrar a la clase obrera que no tenía otra solución que romper con el republicanismo. Tales objetivos fueron:
- Entrega de la tierra a quien la trabaja.
- Derecho de autodeterminación para las nacionalidades.
- Armamento de los obreros.
- Control de la producción por los sindicatos.
- Nacionalización de banca, minas y transportes.
- Separación Iglesia-Estado.
- Disolución de todas las órdenes religiosas y confiscación de sus propiedades.
- Establecimiento de una república obrera y campesina.[65]

## Dentro del BOC
A pesar de la concepción que sus dirigentes tenían acerca de las relaciones entre la FCCB y el BOC como «cerebro y sistema nervioso central» y amplia organización de simpatizantes, respectivamente, lo cierto es que la estructura del segundo tendió a ser idéntica a la de la Federación y ambas organizaciones llegaron a confundirse. En la práctica, pronto fue difícil distinguirlas a ambas.
Pese a su pequeñez, el BOC se preparó para presentar una candidatura comunista a las elecciones anunciadas por el Gobierno del general Berenguer. Sin embargo, estas fueron suspendidas debido al rechazo de la oposición. Por otro lado, el Comité Ejecutivo de la FCCB-BOC rechazó el ingreso de Nin en las filas del partido debido al temor tanto a que desarrollase una labor fraccional en su interior como a la reacción que podría desatar en la Internacional Comunista la admisión de un declarado trotskista. De esta forma, los antaño colaboradores se distanciaron.
A pesar de sus intentos conciliatorios con la Tercera Internacional, las relaciones entre la FCCB y aquella se rompieron definitivamente el 2 de julio de 1931. La Internacional invitó a una delegación de la Federación a acudir a Moscú, y el partido no incluyó en ella a Maurín. La Comintern insistió en que el líder comunista debía figurar en la representación y Maurín se negó. La definitiva ruptura provocó tensiones en el partido que conllevaron deserciones y expulsiones. De esta forma, un pequeño grupo de militantes en el que se encontraban Hilari Arlandis y Antonio Sesé volvió al PCE ese mismo mes.
En esta última etapa de su existencia, la FCCB cobró una naturaleza diferente. A pesar de su nombre, dejó de ser una sección regional de un partido mayor para pasar a constituir una especie de élite directora del BOC. Esta situación se mantuvo hasta agosto de 1932, momento en el que la FCCB celebró su II Congreso y pasó a denominarse Federación Comunista Ibérica, con la vocación de implantarse en toda España.

## Trascendencia
Pese a su modesto tamaño, la FCCB tiene importancia por ser el resultado del tránsito que hizo un compacto grupo de sindicalistas de la CNT desde el anarcosindicalismo o el sindicalismo revolucionario predominantes en esta organización hasta el marxismo-leninismo. Durante su etapa dentro del PCE se caracterizó por una mayor tolerancia a las discrepancias internas de la que tenía la dirección del partido, cada vez más sectaria y «bolchevizada». Finalmente, tras la fusión con el Partit Comunista Català, dio lugar a la creación del Bloque Obrero y Campesino, que fue durante toda su existencia la principal fuerza política de ideología comunista en Cataluña. El principal logro de la federación fue formar un sólido grupo de militantes que constituyó la columna vertebral del comunismo catalán durante años.